# False (Unix)
false (у перекладі з англійської «хи́бний») — консольна команда UNIX-сумісних операційних систем, єдина дія якої — повернути значення 1, що розглядається командною оболонкою UNIX як логічне значення «хибність».
Команда часто застосовується для того, щоб створити видимість невдалого виконання програми, наприклад:
```
 
make
 
.
 
&&
 
false

```

Повернене значення виконання такого рядка завжди буде хибним.
Зміна оболонки користувача у файлі /etc/passwd на false не дозволятиме інтерактивний доступ користувача у систему; доступ до інших сервісів, наприклад ftp, буде дозволеним.
Існує жарт, згідно з яким програма false є портабельнішою, ніж true, оскільки навіть якщо в системі немає відповідної програми false, результат її виклику буде правильний — «хибність».